# سام جونز (لاعب كرة سلة مواليد 1978)
سام جونز (بالإنجليزية: Sam Jones)‏ مواليد 29 أبريل 1978 في شيكاغو، هو مدرب كرة سلة أمريكي ولاعب معتزل. بدأ مسيرته الاحترافية في سنة 2000. يدرب كانتون شارج في دوري الرابطة الوطنية لفئة التطوير. اعتزل اللعب في 2010. لعب مع نادي دين بوش لكرة السلة وأبولون ليماسول.

## روابط خارجية
- صموئيل جونز على موقع الاتحاد الدولي لكرة السلة (الإنجليزية)
- صموئيل جونز على موقع كرة السلة الأوروبية.كوم (الإنجليزية)
- صموئيل جونز على موقع ريلجم (الإنجليزية)
- صموئيل جونز على موقع بروبوليرز (الإنجليزية)